# Binární systém

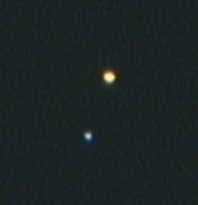
Dvojhvězda Albireo ze souhvězdí Labutě. Každá hvězda má jinou povrchovou teplotu, proto mají každá jiný barevný nádech. Oranžová je na povrchu chladnější, namodralá teplejší.

Binární systém je v astronomii obecně systém dvou objektů, které se navzájem přitahují gravitační silou a obíhají okolo společného těžiště. Vzájemný oběh objektů se řídí Keplerovými zákony.

## Některé binární systémy
- Binární planetky – soustava dvou planetek. Příkladem je třeba planetka Ida se svým satelitem Dactylem. Pro svůj malý rozměr je za binární planetku někdy také považováno Pluto s Charonem.
- Dvojhvězdy – soustava dvou hvězd, které obíhají okolo společného těžiště – nesmí jít tedy o dvojhvězdu optickou, kdy je blízkost hvězd jen zdánlivá. Jednou z nejznámějších dvojhvězd je Sírius v souhvězdí Velký pes.
- Dvojité galaxie – soustava dvou galaxií. Jsou náznakem fúze těchto dvou galaxií (v případě, že jsou hmotnosti obou galaxií přibližně stejné), nebo galaktického kanibalismu, kdy výrazně větší galaxie pohlcuje menšího průvodce. Příkladem je Vírová galaxie v souhvězdí Honicí psi. Některé galaxie jsou i vícenásobné – třeba Velká galaxie v Andromedě nebo naše Galaxie.